# Eisothistos corallina
Eisothistos corallina är en kräftdjursart som beskrevs av Brian Frederick Kensley och Marilyn Schotte 2000. Eisothistos corallina ingår i släktet Eisothistos och familjen Expanathuridae.
Artens utbredningsområde är Aldabra. Inga underarter finns listade i Catalogue of Life.